# Contea di Tallapoosa
La contea di Tallapoosa, in inglese Tallapoosa County, è una contea dello Stato dell'Alabama, negli Stati Uniti. La popolazione al censimento del 2000 era di 41 475 abitanti. Il capoluogo di contea è Dadeville.

## Geografia fisica
La contea si trova nella parte centro-orientale dell'Alabama. Lo United States Census Bureau certifica che l'estensione della contea è di 1 985 km², di cui 1 860 km² sono costituiti da terra e dei quali 125 km² sono costituiti da acque interne.
La contea si trova quasi interamente nella sezione fisiografica del Piedmont. Il suo paesaggio frastagliato e collinare è costituito da suoli argillosi chiari sulle creste e da terreno limoso fertile nelle valli. Il fiume Tallapoosa scorre da nord a sud, dividendo la contea a metà. Le rapide accidentate del fiume rendevano difficile la navigazione nei primi tempi e ritardarono lo sviluppo industriale della zona. Oggi, tuttavia, queste rapide consentono la pratica di numerose attività sportive.

### Contee confinanti
- Contea di Clay - nord
- Contea di Randolph - nord-est
- Contea di Chambers - est
- Contea di Lee - sud-est
- Contea di Macon - sud
- Contea di Elmore - sud-ovest
- Contea di Coosa - ovest

### Laghi, fiumi e parchi
La contea comprende i seguenti laghi, fiumi e parchi:
| Laghi | Fiumi | Parchi | Parchi |
| --- | --- | --- | ------ |
| - Miller Lake - Parrish Pond - Bradshaw Lake - Cobbs, Allen and Hall Reservoir - Denny Lake - Swindall Lake - Whatley Pond - Nolen Lake | - Elkahatchee Creek - Ingram Branch - Soapstone Creek - Sougahatchee Creek - Jack Branch - Moore Creek - Jay Bird Creek - Chatahospee Creek - Mitchell Creek | - Maxwell-Gunter Recreation Area - Double Bridges Park - Horseshoe Bend National Military Park - Wind Creek State Park |        |

## Storia
La contea di Tallapoosa fu costituita il 18 dicembre 1832. I territori appartenevano ai Creek. Il nome deriva dall'omonimo fiume. Si pensa che significhi "roccia polverizzata" in una lingua dei nativi Muskogean, a testimonianza delle acque impetuose del fiume Tallapoosa che hanno modellato il paesaggio della zona. La battaglia di Horseshoe Bend si combatté nel territorio che sarebbe poi diventato la contea di Tallapoosa nel 1814. Questa battaglia segnò la fine definitiva della guerra Creek.

## Principali strade e autostrade
- U.S. Highway 280
- State Route 22
- State Route 49
- State Route 50
- State Route 63

## Società

### Evoluzione demografica
Abitanti censiti (migliaia)

## Centri abitati[8]
- Alexander City - city
- Camp Hill - town
- Dadeville - city
- Daviston - town
- Goldville - town
- Hackneyville - CDP
- Jacksons' Gap - town
- New Site - town
- Our Town - CDP
- Reeltown - CDP
- Tallassee - city[9]
- Waverly - town